# Нахија
Нахија (тур. nahiye) је била административна јединица у Османском царству, нижег степена од санџака. На челу нахије се налазио муселим, кога је именовао паша.
Након законске ревизије из 1871. године, нахије су представљале средњи ниво управе, између казе и села, тако да су се санџаци делили на казе, а казе на нахије, које су обухватале одређени број села око средишњег места као нахијског центра.

## Насљеђе
Кнежевина Србија и Књажевина Црна Гора су прихватиле нахије као своје административне јединице, али у Србији су већ за време прве владавине кнеза Милоша (1815-1839) трасформисане у округе.